# بنك نيوزيلندا الاحتياطي
بنك نيوزيلندا الاحتياطي أو ( بنك الاحتياطي النيوزيلندي ) هو البنك المركزي لحكومة نيوزيلندا. تأسس في عام 1934 وتشكل بموجب قانون بنك الاحتياطي النيوزيلندي لعام 1989. محافظ البنك الاحتياطي هو المسؤول عن السياسة النقدية والعملية في نيوزيلندا. يعمل موظفو البنك في إطار التسلسل الهرمي الإداري.
لا يقدم بنك الاحتياطي النيوزيلندي خدمات مالية للجمهور ولا يقدم تأمين على الودائع، ويحيل موقعه الإلكتروني الأشخاص إلى مؤسسات مالية أخرى.

## ملكية
على عكس الاحتياطي الفيدرالي للولايات المتحدة ، لا يوجد لدى البنك الاحتياطي عناصر الملكية الخاصة ؛ وفقًا لموقعه على الإنترنت، «البنك الاحتياطي النيوزيلندي مملوك بالكامل من قبل حكومة نيوزيلندا منذ عام 1936. على الرغم من أنه يتمتع بالاستقلال القانوني للاضطلاع بمهامه بموجب قانون بنك الاحتياطي النيوزيلندي لعام 1989 ، إلا أن البنك الاحتياطي مسؤول أمام البرلمان ويوفر أرباحًا سنوية للحكومة.» 

## السياسة النقدية

### وظائف الابتدائية
وتتمثل الوظيفة الأساسية للبنك الاحتياطي، على النحو المحدد في قانون البنك الاحتياطي النيوزيلندي لعام 1989 ، في توفير «الاستقرار في المستوى العام للأسعار».
البنك الاحتياطي مسؤول عن الإدارة المستقلة للسياسة النقدية للحفاظ على استقرار الأسعار . يتم تحديد درجة استقرار الأسعار من خلال اتفاقية هدف السياسة مع وزير المالية. الاتفاقيات المستهدفة للسياسة هي وثائق عامة، وبالتالي لا يمكن للحكومة تغيير الأهداف سرا للحصول على زيادة قصيرة الأجل في النمو الاقتصادي.
آلية ذلك هي السعر النقدي الرسمي (النسبة المئوية) الذي يؤثر على أسعار الفائدة قصيرة الأجل. سيوفر البنك نقدًا بين عشية وضحاها بنسبة 0.50٪ أعلى من السعر النقدي للبنوك مقابل ضمان جيد بدون حدود. علاوة على ذلك، فإن البنك يقبل الودائع من المؤسسات المالية مع الفائدة عادة بسعر الصرف الرسمي.
البنوك التي تقدم قروضًا بفائدة أعلى من السعر النقدي الرسمي ستقوضها البنوك التي تقدم قروضًا أقل تكلفة، والبنوك التي تقدم قروضًا أقل من السعر النقدي الرسمي ستجعل أقل مقارنة بالبنوك الأخرى التي يمكنها ببساطة إيداع أموالها في البنك الاحتياطي مع ارتفاع معدل العائد. يستعير بنك الاحتياطي ويقدم قروضًا بلا حدود على وحدات التخزين لضمان بقاء سعر الفائدة في السوق عند مستوى سعر الفائدة الرسمي.
من خلال السيطرة على هذا، يمكن للبنك الاحتياطي التأثير على الطلب قصير الأجل في الاقتصاد النيوزيلندي واستخدام هذا للسيطرة على الأسعار.
يتم إجراء تعديلات على السعر النقدي الرسمي ثماني مرات في السنة. يمكنها إجراء تعديلات غير مجدولة ولكنها لا تفعل ذلك عادة.

### الصيرفة الاحتياطية الجزئية
مثل جميع النظم النقدية الحديثة، ويستند النظام النقدي في نيوزيلندا على فيات و كسور احتياطي البنوك . في نظام البنوك الاحتياطية الجزئية، لا يتم إنشاء الجزء الأكبر من الأموال التي تم إنشاؤها بواسطة بنك الاحتياطي نفسه، حيث يتم إنشاء 80٪ أو أكثر بواسطة البنوك التجارية التابعة للقطاع الخاص.

## روابط خارجية
- الموقع الرسمي
- قائمة البنوك المسجلة في نيوزيلندا
- نظرة عامة على دور وهيكل وترتيبات الحوكمة في البنك الاحتياطي
- بنك الاحتياطي النيوزيلندي، من هم